# إيفرمان
إيفرمان (بالإنجليزية: Everman, Texas)‏ هي مدينة تقع في مقاطعة تارانت، تكساس بولاية تكساس في شمال شرق الولايات المتحدة. تبلغ مساحة هذه المدينة 4.6 (كم²)، وترتفع عن سطح البحر 204 م، بلغ عدد سكانها 6108 نسمة في عام 2010 حسب إحصاء مكتب تعداد الولايات المتحدة .

## التركيبة السكانية
حدّد مكتب تعداد الولايات المتحدة بيانات التركيبة السكانية لإيفرمان في تعداد الولايات المتحدة. في ما يلي، التركيبة السكانية حسب تعدادي 2000 و2010.

### تعداد عام 2000
بلغ عدد سكان إيفرمان 5,836 نسمة بحسب تعداد عام 2000، وبلغ عدد الأسر 1,918 أسرة وعدد العائلات 1,523 عائلة مقيمة في المدينة. في حين سجلت الكثافة السكانية 1,277 نسمة لكل كيلومتر مربع (3,307.4/ميل2). وبلغ عدد الوحدات السكنية 1,987 وحدة بمتوسط كثافة قدره 434.8 لكل كيلومتر مربع (1,126.1/ميل2).
وتوزع التركيب العرقي للمدينة بنسبة 54.83% من البيض و27.72% من الأمريكيين الأفارقة و0.48% من الأمريكيين الأصليين و1.42% من الأمريكيين ذوي الأصول الآسيوية و0.03% من سكان جزر المحيط الهادئ و12.58% من الأعراق الأخرى و2.93% من عرقين مختلطين أو أكثر و22.98% من الهسبانيون أو اللاتينيون من أي عرق.
بلغ عدد الأسر 1,918 أسرة كانت نسبة 47.6% منها لديها أطفال تحت سن الثامنة عشر تعيش معهم، وبلغت نسبة الأزواج القاطنين مع بعضهم البعض 55.9% من أصل المجموع الكلي للأسر، ونسبة 18.8% من الأسر كان لديها معيلات من الإناث دون وجود شريك،  بينما كانت نسبة 4.6% من الأسر لديها معيلون من الذكور دون وجود شريكة وكانت نسبة 20.6% من غير العائلات. تألفت نسبة 17.4% من أصل جميع الأسر من عدة أفراد يعيشون في نفس المنزل ونسبة 7.4% كانت تتألف من شخص يعيش بمفرده يبلغ من العمر 65 عاماً أو أكثر. وبلغ متوسط حجم الأسرة المعيشية 3.02، أما متوسط حجم العائلات فبلغ 3.40.
بلغ العمر الوسطي للسكان 31.5 عاماً. وكانت نسبة 31.4% من القاطنين تحت سن الثامنة عشر، وكانت نسبة 9.5% بين الثامنة عشر والرابعة والعشرين عاماً، ونسبة 28.7% كانت واقعةً في الفئة العمرية ما بين الخامسة والعشرين والرابعة والأربعين عاماً، ونسبة 20.3% كانت ما بين الخامسة والأربعين والرابعة والستين، ونسبة 9.4% كانت ضمن فئة الخامسة والستين عاماً فما فوق. يوجد لكل 100 أنثى 92.3 ذكر، ويوجد لكل 100 أنثى في الثامنة عشر من عمرها فما فوق 87.4 ذكر.
بلغ متوسط دخل الأسرة في المدينة 39,021 دولارًا، أما متوسط دخل العائلة فبلغ 44,330 دولارًا. وكان متوسط دخل الذكور 29,560 دولارًا مقابل 22,443 دولارًا للإناث. وسجل دخل الفرد الخاص بالمدينة 14,088 دولارًا. وكانت نسبة 8.5% من العائلات ونسبة 9.8% من السكان تحت خط الفقر، وكان من هؤلاء نسبة 13.1% تحت سن الثامنة عشر ونسبة 10.7% في الخامسة والستين من العمر وما فوق.

### تعداد عام 2010
بلغ عدد سكان إيفرمان 6,108 نسمة بحسب تعداد عام 2010، وبلغ عدد الأسر 1,895 أسرة وعدد العائلات 1,469 عائلة مقيمة في المدينة. في حين سجلت الكثافة السكانية 1,336.5 نسمة لكل كيلومتر مربع (3,461.5/ميل2). وبلغ عدد الوحدات السكنية 2,003 وحدة بمتوسط كثافة قدره 438.3 لكل كيلومتر مربع (1,135.2/ميل2).
وتوزع التركيب العرقي للمدينة بنسبة 51.46% من البيض و27.06% من الأمريكيين الأفارقة و0.51% من الأمريكيين الأصليين و0.57% من الأمريكيين ذوي الأصول الآسيوية و17.83% من الأعراق الأخرى و2.57% من عرقين مختلطين أو أكثر و45.48% من الهسبانيون أو اللاتينيون من أي عرق.
بلغ عدد الأسر 1,895 أسرة كانت نسبة 46.8% منها لديها أطفال تحت سن الثامنة عشر تعيش معهم، وبلغت نسبة الأزواج القاطنين مع بعضهم البعض 52.3% من أصل المجموع الكلي للأسر، ونسبة 18.9% من الأسر كان لديها معيلات من الإناث دون وجود شريك،  بينما كانت نسبة 6.2% من الأسر لديها معيلون من الذكور دون وجود شريكة وكانت نسبة 22.5% من غير العائلات. تألفت نسبة 19.7% من أصل جميع الأسر من عدة أفراد يعيشون في نفس المنزل ونسبة 6.9% كانت تتألف من شخص يعيش بمفرده يبلغ من العمر 65 عاماً أو أكثر. وبلغ متوسط حجم الأسرة المعيشية 3.22، أما متوسط حجم العائلات فبلغ 3.70.
بلغ العمر الوسطي للسكان 31.1 عاماً. وكانت نسبة 32.4% من القاطنين تحت سن الثامنة عشر، وكانت نسبة 9% بين الثامنة عشر والرابعة والعشرين عاماً، ونسبة 27.5% كانت واقعةً في الفئة العمرية ما بين الخامسة والعشرين والرابعة والأربعين عاماً، ونسبة 22% كانت ما بين الخامسة والأربعين والرابعة والستين، ونسبة 9% كانت ضمن فئة الخامسة والستين عاماً فما فوق. وتوزع التركيب الجنسي للسكان بنسبة 48.7% ذكور و51.3% إناث.

## أعلام
- ستيفن واين سميث

## وصلات خارجية
- http://www.evermantx.net/
- The US50 - Cities and Towns in Texas State